# Michael Luttig
 (septembre 2008).
Si vous disposez d'ouvrages ou d'articles de référence ou si vous connaissez des sites web de qualité traitant du thème abordé ici, merci de compléter l'article en donnant les références utiles à sa vérifiabilité et en les liant à la section « Notes et références ».
J. Michael Luttig, né le 13 juin 1954 à Tyler (Texas) est un juge américain à la Cour d'appel des États-Unis pour le quatrième circuit. Il était l'un des candidats pressentis au remplacement de Sandra Day O'Connor comme juge assesseur (Associate Justice) à la Cour suprême des États-Unis. Le choix du président s'est finalement porté sur Samuel Alito.

## Parcours
Michael Luttig est diplômé de l'université Washington and Lee en 1976. Il suit ensuite les cours de la Virginia School of Law de l'université de Virginie et devient docteur en droit (Juris Doctor) en 1981. Il travaille brièvement à la Maison-Blanche avant de devenir l’assistant du juge Antonin Scalia, alors juge à la Cour d'appel des États-Unis pour le circuit du district de Columbia de 1982 à 1983, puis du Chief Justice de la Cour suprême des États-Unis Warren Burger de 1983 à 1984. En 1985. Il travaille ensuite pour un cabinet privé à Washington (district de Columbia). En 1989 il intègre le ministère de la Justice (Department of Justice) jusqu'à sa nomination à la cour d’appel pour le quatrième circuit.
Le président George H. W. Bush le nomme pour le siège nouvellement crée de juge à la Cour d’appel des États-Unis pour le quatrième circuit le 23 avril 1991. Le Sénat confirme sa nomination le 26 juillet 1991.

## Assassinat de son père
En 1994, le père de Luttig est abattu lors d’un vol de voiture par un adolescent, Napoleon Beazley. Le dossier judiciaire de Beazley est, après son procès, envoyé devant la Cour suprême. Le juge Antonin Scalia se récuse de ce dossier puisque Luttig a été son assistant ainsi que les juges David Souter et Clarence Thomas puisque Luttig faisait partie de l'administration Bush lors de leur confirmation au poste de juge à la Cour suprême. La Cour vote alors 3-3 sur la validité du procès de Beazley[précision nécessaire]. Le dossier revient ensuite devant la Cour suprême qui vote alors 6-0 contre la demande de Beazley et autorise donc son exécution[précision nécessaire].

## Candidature à la Cour suprême
Les opinions judiciaires très conservatrices de Luttig en avaient fait l'un des favoris du président George W. Bush pour être nommé à la Cour suprême en cas de remplacement. Bush a décidé de présenter d’abord John G. Roberts Jr. avec succès pour le siège de William Rehnquist puis Harriet Miers pour remplacer Sandra Day O'Connor. La candidature de Miers est un échec et Bush la retire le 27 octobre 2005, le nom de Luttig revient alors avec insistance à côté de celui de Samuel Alito. Le 31 octobre, le président choisit de nommer Alito pour remplacer Sandra Day O'Connor à la Cour suprême.

## Boeing
En 2006, Luttig démissionne de son poste de juge et devient responsable des affaires juridiques et vice-président de Boeing.